# Giulio Sansedoni
Giulio Sansedoni (Siena, 28 marzo 1551 – Roma, 19 dicembre 1625) è stato un vescovo cattolico italiano.

## Biografia
Nobile senese della famiglia Sansedoni e figlio di Alessandro, venne ordinato presbitero il 15 giugno 1577. Fu tra i discepoli di san Filippo Neri. Insegnò diritto canonico al neo-istituito Collegio germanico di Roma, fu un amante delle lettere e della poesia e si dedicò anche alla pittura. Scrisse alcune opere, ma dette alle stampe solamente una biografia dell'antenato beato Ambrogio Sansedoni.
Nominato vescovo di Grosseto da papa Paolo V il 20 novembre 1606, fu consacrato a Roma il 26 seguente, presso la chiesa di Santa Cecilia in Trastevere, dal cardinale Girolamo Bernerio e i vescovi Paolo Alberi e Metello Bichi. Fu in rapporti con padre Giovanni Nicolucci, contribuendo alla fondazione di nuovi edifici di culto all'interno della diocesi.
Lo storico Giovanni Antonio Pecci scrive che il Sansedoni «siccome era assuefatto a attendere più al profitto dell'anima propria, che alle brighe cagionate dall'officio di pastore, ottenne la permissione di potere rinunziare questa mitra». Si dimise così dall'incarico vescovile nel 1611 e tornò a Roma, rinunciando alla pensione, fatto che lo portò lentamente ad impoverirsi, «a mendicare il vitto». Grazie alle conoscenze che possedeva e alla sua fama, fu aiutato e assistito negli ultimi anni della sua vita, compreso papa Urbano VIII, che lo volle come suo elemosiniere.
Morì il 19 dicembre 1625, afflitto da una malattia ai reni, e fu sepolto nella chiesa di San Filippo Neri.
Sansedoni è raffigurato in un dipinto di anonimo senese del XVII secolo, proveniente dalla raccolta d'arte di Palazzo Sansedoni, con la berretta scura in testa e recante in mano la biografia del beato Ambrogio da lui scritta.

## Opere
- Vita del beato Ambrosio Sansedoni da Siena dell'ordine de' predicatori, discepolo del beato Alberto Magno, e condiscepolo di san Tommaso d'Aquino, Roma, tip. Giacomo Mascardi (1611)[2]

## Genealogia episcopale
La genealogia episcopale è:
- Cardinale Scipione Rebiba
- Cardinale Giulio Antonio Santori
- Cardinale Girolamo Bernerio, O.P.
- Vescovo Giulio Sansedoni